# Emil Kostadinov
Pour les articles homonymes, voir Kostadinov.
Emil Liubtchov Kostadinov (en bulgare : Емил Любчов Костадинов) (né le 12 août 1967 à Sofia en Bulgarie), est un joueur de football international bulgare qui évoluait au poste d'attaquant.
En France, il doit sa notoriété à ses deux buts marqués au Parc des Princes le 17 novembre 1993, lors du dernier match qualificatif de la Coupe du monde 1994 éliminant l'équipe de France de la phase finale aux États-Unis, notamment le 2e à la dernière minute.

## Biographie

### Carrière en club
Kostadinov commence sa carrière au CSKA Sofia. Au sein de ce club, il forme un trio redoutable avec Hristo Stoitchkov et Liouboslav Penev vers la fin des années 1980, aidant l'équipe à gagner trois fois le championnat national, autant de Coupes de Bulgarie et atteignant la demi-finale de la Coupe des coupes.
Lors du match retour de la finale de la Coupe UEFA 1995-1996, avec le Bayern Munich contre les Girondins de Bordeaux, Kostadinov blesse gravement Bixente Lizarazu après une semelle sur son genou. Le capitaine bordelais est contraint de céder sa place à la 30e minute, avec une plaie de douze centimètres de long sur un de large, dont Lizarazu a toujours la cicatrice,.

### Carrière en sélection
Il forme un redoutable trio d'attaquants avec Hristo Stoitchkov et Luboslav Penev durant les années 1990 à la pointe de l'équipe de Bulgarie.

#### Match contre l'équipe de France (1993)
Le 17 novembre 1993 au Parc des Princes, l'équipe de France rencontre la Bulgarie lors du dernier match qualificatif pour la Coupe du monde 1994 aux États-Unis.
À la 89e minute, le score est de 1-1 après un but de Cantona, auquel répond quelques minutes plus tard Kostadinov. Dans le camp bulgare, à la droite du but, David Ginola lance une grande transversale pour personne, si ce n'est un défenseur bulgare qui transmet rapidement à Penev, lequel lance Kostadinov qui contrôle magnifiquement en pleine course, éliminant son défenseur. Il pénètre alors dans les 16 mètres de l'équipe de France, échappe au tacle de Laurent Blanc et décoche un tir qui vient se loger sous la barre de Bernard Lama, donnant la victoire aux Bulgares.
Ce but de dernière minute de Kostadinov élimine la France (qui rate sa deuxième Coupe du monde consécutive) et les Bulgares s'envolent alors vers le mondial américain où ils finiront à la quatrième place (défaite 4-0 contre la Suède), ayant battu notamment l'Argentine en poule (2-0) et l'Allemagne tenante du titre en quart (2-1).

### Après carrière
Il est aujourd'hui directeur sportif du CSKA Sofia.

## Palmarès

### Club
| CSKA Sofia - Championnat de Bulgarie (3) : - Champion : 1986-87, 1988-89 et 1989-90. - Vice-champion : 1983-84, 1984-85 et 1987-88. - Coupe de Bulgarie (4) : - Vainqueur : 1984-85, 1986-87, 1987-88 et 1988-89. - Finaliste : 1985-86, 1989-90 et 1997-98. |  | FC Porto - Championnat du Portugal (2) : - Champion : 1991-92 et 1992-93. - Vice-champion : 1990-91 et 1993-94. - Coupe du Portugal (2) : - Vainqueur : 1990-91 et 1993-94. - Finaliste : 1991-92. - Supercoupe du Portugal (4) : - Vainqueur : 1990, 1991, 1993 et 1994. - Finaliste : 1992. |  | Deportivo La Corogne - Championnat d'Espagne : - Vice-champion : 1994-95. |  | Bayern Munich - Championnat d'Allemagne : - Vice-champion : 1995-96. - Coupe UEFA (1) : - Vainqueur : 1995-96. |

### Individuel
- Élu meilleur footballeur bulgare de l'année 1993
- 70 sélections et 26 buts avec l'équipe de Bulgarie.